# Teraminx

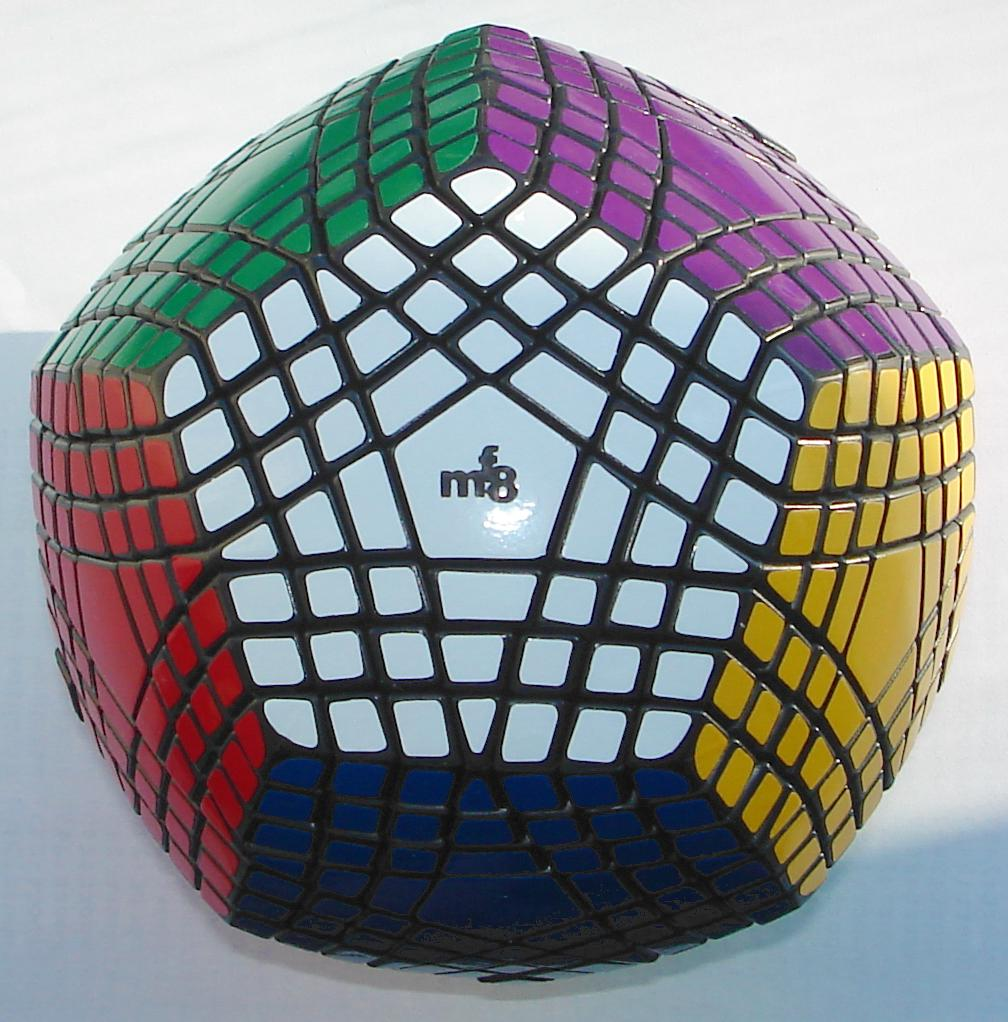

Il teraminx è un puzzle a forma dodecaedro simile al Megaminx e al Gigaminx, con l'unica differenza di avere una fila di pezzi in più rispetto al Gigaminx:
Non è riconosciuto come puzzle per le competizioni ufficiali WCA, ma è comunque utilizzato per divertimento o svago. Solitamente risolvere un teraminx richiede dai 40 minuti fino a più di 2 ore.

## Rendere migliore un teraminx
Il teraminx si può rendere più veloce con un lubrificante adatto per i twisty puzzle, se possibile regolandolo (la regolazione richiede molta pratica) e cambiando gli adesivi (eseguire quest'operazione solo se necessario. Cambiare gli adesivi a un teraminx richiede molto tempo.)
Ma il teraminx in sé è un puzzle senza un elevato appoggio per la risoluzione veloce, essendo grande, non è possibile eseguire risoluzioni veloci per la scarsa maneggiabilità e la scarsa capacità di girare le facce molto velocemente.